# Peter Schetty
Peter Schetty (Basilea, 21 giugno 1942) è un pilota automobilistico svizzero degli anni sessanta e anni settanta.

## Biografia
Nacque a Basilea nel 1942, giovane, benestante, con alle spalle una famiglia proprietaria di un'azienda tessile, che lo vorrebbe alla guida della società assieme al padre. Lui però ha la passione per le corse, e si fa notare per le sue doti. Inizia a correre nel 1961 a bordo di una Volvo partecipando alla cronoscalata di Friburgo, in Germania.

## I successi nel mondo delle corse

### Abarth
Nel 1966 alla guida di una Ford Shelby 350 GT della Scuderia Filipinetti vinse in diverse occasioni: al Rossfeld e a Gaimberg, finendo secondo nel Campionato europeo della montagna nella categoria GT. Al termine degli studi, con una doppia laurea, firma un contratto da pilota ufficiale con l'Abarth. Nel 1967, a venticinque anni, si classifica al terzo posto del Campionato europeo della montagna guidando un'Abarth 2000, battuto solo dagli specialisti Gerhard Mitter e Rolf Stommelen al volante delle Porsche 910 ufficiali. Karl Abarth vorrebbe ovviamente riconfermarlo, per cui gli fa disputare nel 1968 alcune gare Sport, dove Schetty ottiene alcune vittorie, in particolare nel circuito di Aspern, e nel circuito temporaneo di Preis Von Tyrol presso Innsbruck con l'originale Abarth 3000 ad otto cilindri. Schetty gode di buona reputazione tra gli addetti ai lavori: è serio, metodico e veloce, tanto da impressionare Paul Frère che lo ha come allievo nella Scuola di Pilotaggio Hanseat al Nürburgring..

### Ferrari
Quando Enzo Ferrari lo chiama a Maranello, utilizza la Ferrari 212 E, una formidabile barchetta da due litri con un motore dodici cilindri contrapposti con la quale corre il Campionato Europeo della Montagna del 1969. La squadra della Ferrari è composta da Schetty, dall'ingegner Marelli, due meccanici e pochi ricambi. Niente motore di scorta: si fa tutto in economia e non è consentito sbagliare. La stagione nelle cronoscalate è comunque trionfale, con sette successi in sette corse e la conquista del titolo Europeo, davanti all'Abarth di Arturo Merzario. Nel 1969 Schetty è inoltre impegnato nel collaudo della Ferrari Dino 246 Tasmania con cui Chris Amon correrà e vincerà la Tasman Cup e la Ferrari 312 P per il Mondiale Sport Prototipi , con cui disputa la 1000 km di Monza e le prove della 24 Ore di Le Mans.

### Formula 1
Nell'agosto del 1969 Schetty contribuisce ai primi passi della Formula 1 dotata del motore tre litri, a V 180º 12 cilindri, in vista del Campionato mondiale di Formula 1 del 1970. Oltre che come pilota, Schetty svolge anche un ruolo come responsabile per l'ufficio acquisti, avendo buone competenze nel campo economico-commerciale per il corso di studi frequentato, essendosi laureato in Svizzera in economia e scienze politiche, sia per le sue esperienze nell'azienda familiare di tessuti, sia perché parlava correttamente quattro lingue. Nel 1970 è pilota ufficiale nello squadrone che contenderà vanamente con la Ferrari 512 S il Mondiale Sport Prototipi, stravinto dalla Porsche 917.

### Direttore sportivo
Conclude la carriera di pilota a 28 anni l'11 luglio 1970 alla 6 Ore di Watkins Glen.  Nel settembre dello stesso anno viene promosso Direttore Sportivo della Squadra Corse Ferrari. Come DS vince il Campionato del mondo sportprototipi nel 1972. Nel 1973 si dimette da DS, sostituito dall'Ing. Alessandro Colombo.  Di Peter Schetty, Enzo Ferrari disse che la sua vera destinazione era quella dell'industriale, "mestiere" da cui proveniva e a cui ritorna in effetti, dopo la parentesi durata sei anni nel mondo delle corse automobilistiche.